# Mariborska tržnica
Mariborska Tržnica se nahaja na Vodnikovem trgu 7. Blizu tržnice se nahaja gostilna Zlati Lev￼. Pod tržnico se nahaja trgovina Hofer in DM.
Mariborska Tržnica je nastala okoli leta 1940. Na tržnici lahko najdemo: zelenjavo, oblačila, itd. Tržnico obiskujejo prodajalci, meščani, kupci in itd.
Viri
Vodnik po Mariboru, Saša Radovanovič.